# Pfarrkirche Rothselberg
Die protestantische Pfarrkirche in Rothselberg steht auf einer Anhöhe im ursprünglichen Ortskern von Rothselberg. Sie ist Pfarrkirche der evangelischen Pfarrei Rothselberg, zu der auch Kreimbach-Kaulbach und Eßweiler gehören. Die ältesten Bauteile der Kirche stammen aus dem 14. Jahrhundert.

## Baubeschreibung
| Geschichte der Kirche | Geschichte der Kirche                                                                                  |
| --------------------- | --- |
| ?                     | Bau des Langhauses                                                                                     |
| 1. Hälfte 14. JH      | Bau des Chors                                                                                          |
| 14. JH                | Wandmalereien                                                                                          |
| 1433/34               | Bau des Glockenturms                                                                                   |
| 1454                  | Erste Erwähnung der Kirche                                                                             |
| 1496                  | Glockenguss                                                                                            |
| um 1500               | Umbau: Chor: Fenstereinbau, Lavabonische, Langhaus: Rechteckfenster                                    |
| 1555                  | erster (lutherischer) Pfarrer                                                                          |
| 1569                  | Kanzel                                                                                                 |
| 1727                  | Erneuerung der Empore                                                                                  |
| 1731                  | Trennung von der Pfarrei Zweikirchen, Pfarrkirche für Rothselberg, Kreimbach, Kaulbach und Frankelbach |
| 1754–1756             | Umfassende Renovierung: Verlegung von Haupteingangs und Kanzel Entfernung des Chor-Gewölbes            |
| 1787                  | Renovierung (Inschrift im Sturz der Chortür)                                                           |
| 1971                  | Pfarrkirche für Pfarrei Rothselberg (Rothselberg, Kreimbach-Kaulbach, Eßweiler)                        |
| 1976                  | Renovierung: Freilegung der Wandmalereien                                                              |

Die Kirche besteht aus einem Langhaus, einem Chor aus der ersten Hälfte des 14. Jahrhunderts und einem Glockenturm, errichtet 1433/34. 
Das Langhaus, dessen Erbauungszeit nicht bekannt ist, ist ein Saalbau mit Satteldach. Die Eckquaderung besteht aus abwechselnd kleinen und teilweise sehr großen, zweitverwendeten Quadern, die ursprünglich von römischen Bauten der Gemarkung stammen. Der Hauptzugang ist seit einem Umbau im 18. Jahrhundert in der westlichen Giebelwand, das ursprünglich im Süden liegende Portal wurde zugemauert. Dazu wurde, wie bei der Eckquaderung, römisches Baumaterial zweitverwendet. Im Langhaus befindet sich eine hölzerne Empore, die 1727 erneuert wurde. Die steinerne Kanzel stammt gemäß einer Inschrift aus dem Jahr 1569 und steht seit dem Umbau der Kirche 1754/56 an der jetzigen Stelle. Neben der Kanzel wurde um 1500 ein Rechteckfenster eingefügt.
Der Chor wurde in der ersten Hälfte des 14. Jahrhunderts an der Ostseite des Langhauses angefügt. Er hatte ursprünglich ein Kreuzgratgewölbe, ein Spitzbogen stellte die Verbindung zum Langhaus her. Beim Umbau 1754/56 wurde er ebenso wie das Gewölbe entfernt. Die spitzbogigen Fenster im Chor wurden nachträglich um 1500 eingefügt, wie die Fehlstellen in den Wandmalereien zeigen. Zur selben Zeit wurde auch eine Lavabonische eingebaut. 
Der Glockenturm ist dreigeschossig und besitzt ein Satteldach. Er wurde 1433/34 an der Südseite neben dem ehemaligen Haupteingang errichtet. Die beiden Obergeschosse sind außen durch ein umlaufendes Gesims vom Untergeschoss getrennt. Im ersten Obergeschoss befinden sich an allen Seiten spitzbögige Doppelfenster in einem rechteckigen Rahmen. Eine vorhandene Glocke wurde 1496 von Johannes Otto aus Kaiserslautern gegossen.
Glockenturm und Chor stehen, im Gegensatz zum Langhaus, jeweils auf einem Sockel.

### Wandmalereien
Die 1976 freigelegten Wandmalereien im Chor stammen aus dem 14. Jahrhundert. Es sind nur noch Fragmente vorhanden. An der Form der Wandmalereien wird noch das bis 1756 vorhandene Kreuzgratgewölbe des Chors sichtbar. 
An der Ostwand zu beiden Seiten des Fensters sind die Heiligen Georg und Martin zu Pferde dargestellt. Die Nordwand zeigt auf drei übereinanderliegenden Ebenen die Passionsgeschichte, die Südwand das Jüngste Gericht.

## Kirchengeschichte
1454 wurde die Kirche als Kapelle, die Johannes dem Täufer geweiht war, erstmals erwähnt. Anfangs war sie Filialkirche der Zweikirche bei Rutsweiler an der Lauter. Ein erster, lutherischer Pfarrer wird 1555 genannt. 1731 wird sie von der Pfarrei Zweikirchen abgetrennt und selbst Pfarrkirche für Kreimbach, Kaulbach und Frankelbach. Seit 1971 ist sie Pfarrkirche der Kirchengemeinde Rothselberg.